# Nuestra Señora de Guadalupe de Calchaquí
Nuestra Señora de Guadalupe de Calchaquí fue un fuerte instalado por los conquistadores españoles en el centro de los Valles Calchaquíes (actual territorio de la provincia de Salta, Argentina) en el año 1630. Fue ubicado en el mismo lugar donde un siglo antes se había establecido el fuerte de Córdoba de Calchaquí, en el marco de las Guerras calchaquíes. Tuvo una existencia precaria y fue definitivamente abandonado entre 1659 y 1665.

## Fundación
En el contexto de la conquista española de lo que es la región andina en el noroeste del actual territorio argentino, entre 1550 y 1593 los conquistadores españoles establecieron varias ciudades a manera de línea de fortificaciones desde San Salvador de Jujuy en el norte, hasta La Rioja en el sur, quedando en el centro una importante región sin conquistar, los valles Calchaquíes, habitados por la Confederación Diaguita, quienes opusieron una fuerte resistencia a la conquista, en las llamadas Guerras calchaquíes.
Cuando el gobernador Felipe de Albornoz llegó a Santiago del Estero a asumir su cargo, los curacas de los pueblos de indios enviaron sus representaciones a saludarlo, de acuerdo a una tradición que llevaba ya varias décadas. Entre ellos iban 200 indígenas diaguitas de Hualfín, con quienes el gobernador se disgustó y castigó mandándolos azotar y cortar el cabello; este último era el máximo insulto que se le podía hacer a un hombre de esa comunidad, de modo que el curaca de Hualfín, de nombre Chalimín —también citado como Chelemín— inició un alzamiento contra los españoles. A su convocatoria, los distintos pueblos intercambiaron flechas como símbolo de alianza y expulsaron o mataron a sus encomenderos. Las comunidades que participaron más activamente fueron los diaguitas de las actuales provincias de Catamarca y La Rioja, pero también tomaron parte de ella los calchaquíes, pulares y olongastas.
El alzamiento se inició en julio de 1630, con la matanza del encomendero Juan Ortiz de Urbina y su familia en el pueblo de Malcachisco, y a continuación hubo otros alzamientos en otras localidades. El gobernador Albornoz respondió con rapidez desde Salta, donde se encontraba, y dirigió una rápida expedición con doscientos españoles y trescientos indígenas hacia los Valles Calchaquíes, donde en mayo de 1631 fundó una ciudad que llamó Nuestra Señora de Guadalupe de Calchaquí, aunque se limitó a construir un fuerte. Satisfecho de la pacificación que había logrado en los Valles, regresó a Santiago del Estero, pero poco después le llegaron las noticias de un ataque al fuerte de Guadalupe en que habían sido muertos la mayoría de sus ocupantes, y otro en las cercanías de Londres, donde habían sido muertos once españoles.
Albornoz intentó una nueva campaña, pero antes de que esta diera resultado llegaron noticias de nuevos ataques en Londres y en la estancia de Pipanaco. El capitán Salvador Correa de Saá logró someter a los indígenas del valle de Aconquija, cuyos guerreros fueron capturados y ejecutados en San Miguel de Tucumán. Pero una expedición en auxilio de Guadalupe fue destrozada y el fuerte debió ser abandonado.
A principios de 1634, el gobernador Albornoz tomó nuevamente el mando de la guerra y refundó Guadalupe de Calchaquí. En 1637, las tropas españolas comandadas por Pedro Ramírez de Contreras, ingresaron al valle de Hualfín y capturaron a Chalimín, que fue ahorcado y descuartizado. Los sobrevivientes huyeron a los Valles Calchaquíes.